# 압둘 할림 하담
압둘 할림 하담 (Abdul Halim Khaddam, 1932년 9월 15일 ~ 2020년 3월 31일) 은 시리아의 정치인으로, 1984년부터 2005년까지 시리아의 부통령을 지냈다. 1970년 ~ 1974년 시리아의 외무장관을 지냈으며, 2000년 하페즈 알아사드 사후 바샤르 알아사드가 후계를 이을 때까지 대통령 권한 대행을 지냈다. (2000년 6월 ~ 7월)
2005년에 발생한 레바논 총리 라피크 하리리 암살 사건에 시리아 대통령 바샤르 알아사드가 개입했다는 의혹을 끊임없이 제기해 바트당에서 쫓겨났으며, 이후 해외에서 반체제 인사로 활동했다.